# Asnakech Mengitsu
Asnakech Mengitsu (* 9. Mai 1986) ist eine äthiopische Marathonläuferin.
2007 wurde sie Fünfte beim Nagano-Marathon. Einem dritten Platz beim Rock ’n’ Roll Arizona Marathon 2008 folgten im selben Jahr fünfte Plätze in Nagano und beim Amsterdam-Marathon. 2009 wurde sie erneut Dritte beim Rock ’n’ Roll Arizona Marathon.
2010 gelang ihr ein enormer Leistungssprung, als sie den Mailand-Marathon in 2:25:50 h gewann und dabei ihren persönlichen Rekord um fast acht Minuten verbesserte.